# آنا گرهارت
آنا گرهارت (انگلیسی: Anna Gerhardt؛ زادهٔ ۱۷ آوریل ۱۹۹۸) بازیکن فوتبال اهل آلمان است.
از باشگاه‌هایی که در آن بازی کرده‌است می‌توان به باشگاه فوتبال زنان بایرن مونیخ اشاره کرد.
وی همچنین در تیم‌های ملی فوتبال بازی کرده‌است.